# Castello di Mestre
Mit Castello di Mestre werden zwei unterschiedliche Festungen bezeichnet – Castelvecchio (Alte Burg) und Castelnuovo (Neue Burg) genannt –, die in einem Vorort und am Hafen von Mestre in der italienischen Region Venetien erbaut wurden und heute verschwunden sind.

## Castelvecchio
Im 11. Jahrhundert ließen die Bischöfe von Treviso, die örtlichen Herren, die alte Burg errichten. Es war zuerst ein Lehen der Grafen von Treviso und danach der Familie Collalto. Die Burg befand sich dort, wo sich die beiden Arme des Flusses Marzenego trennen, westlich des Vorortes San Lorenzo, ungefähr da, wo sich heute das ehemalige Krankenhaus Umberto I. befindet (Der Eingang von der Via Terraglio führt gerade durch das Castelvecchio). Der Zweck der Festung war es, das Gebiet zu kontrollieren, in dem sich der wichtige Flusshafen Porto die Cavergnago befand, ein Zwischenhalt am Fluss, der den Tauschhandel zwischen Trevisio und Venedig ermöglichte und über den Zugang zum Hinterland bestand. Die Existenz der Festung in dieser Zeit wird auch durch die päpstliche Bulle Justis fratum von 1152 bestätigt, durch die Papst Eugen III. dem Bischof Bonifazius das Eigentum an der Burg, dem Hafen und der Siedlung anerkannte.
Schon im Jahre 1237 wurde die Burg bestürmt, um 1245 von den Truppen von Ezzelino III. da Romano eingenommen und bis 1250 besetzt. 1257 schließlich überließ der Bischof Adalberto III. Ricco die Verwaltung gezwungenermaßen dem Bruder von Ezzelino, Albeico da Romano, Podestà von Trevisio. Die Gemeinde Treviso setzte später einen Capitano zur Leitung der Festung und der Siedlung ein.
1274 wurde die alte Burg durch einen großen Brand fast vollständig zerstört. Im Jahre 1317 begann Cangrande della Scala, Treviso zu bedrohen, sodass als Gegenmaßnahme das Castello di Mestre verstärkt wurde. 1318 versuchten die Scaliger nochmals, die Festung einzunehmen, die aber jedem Angriff widerstand. Aber 1323 fiel die Burg zusammen mit Treviso unter die Herrschaft von Verona.
Die Herrschaft der Scaliger war aber kurz; bedroht von der wachsenden Macht der Veroneser auf dem Festland reagierte Venedig mit der Einleitung einer Phase entschlossener Eroberung, die sie in kurzer Zeit zur Herrscherin über ganz Venetien machte. Im Jahre 1337 wurde die Burg also eingenommen, indem man die Garnison bestach, und am 29. September geriet sie unter die Kontrolle der Republik Venedig, die den Bau einer neuen Burg (Castelnuovo) begann.
Die Familie Da Carrara sollte nochmals 1380 von Venedig die Konzession für das noch existierende Castelvecchio zusammen mit dem Castelnuovo  abfordern. Ersteres wurde zunehmend aufgegeben und schließlich 1453 vollständig abgerissen, als der Doge von Venedig, Francesco Foscari, den venetianischen Brüdern von San Salvador gestattete, an dieser Stelle ein Kloster zu errichten, was zwischen 1468 und 1470 geschah.

## Castelnuovo
Die neue Burg (Castelnuovo), die den einfachen Kern der heutigen städtischen Ansiedlung Mestre bildet, wird durch die Ausläufer drei großer Straßen charakterisiert: die Strada Padovana (heute Via Miranese) Richtung Padua, die Via Terraglio Richtung Treviso und die Via Castellana (heute Staatsstraße 245) Richtung Trient und Tirol.
Nach der Eroberung durch die Venezianer 1337 bedingten neue strategische Notwendigkeiten auch die Schaffung eines neuen, künstlichen Kanals, des Fossa Gradeniga, der, indem er den Vorort Mestre direkt mit der Lagune von Venedig verband, die Bedeutung der Kleinstadt am alten Hafen von Cavergnago und am Flusslauf des Marzenago vergrößerte und zum Bau einer neuen, weitläufigeren Festung zwang.

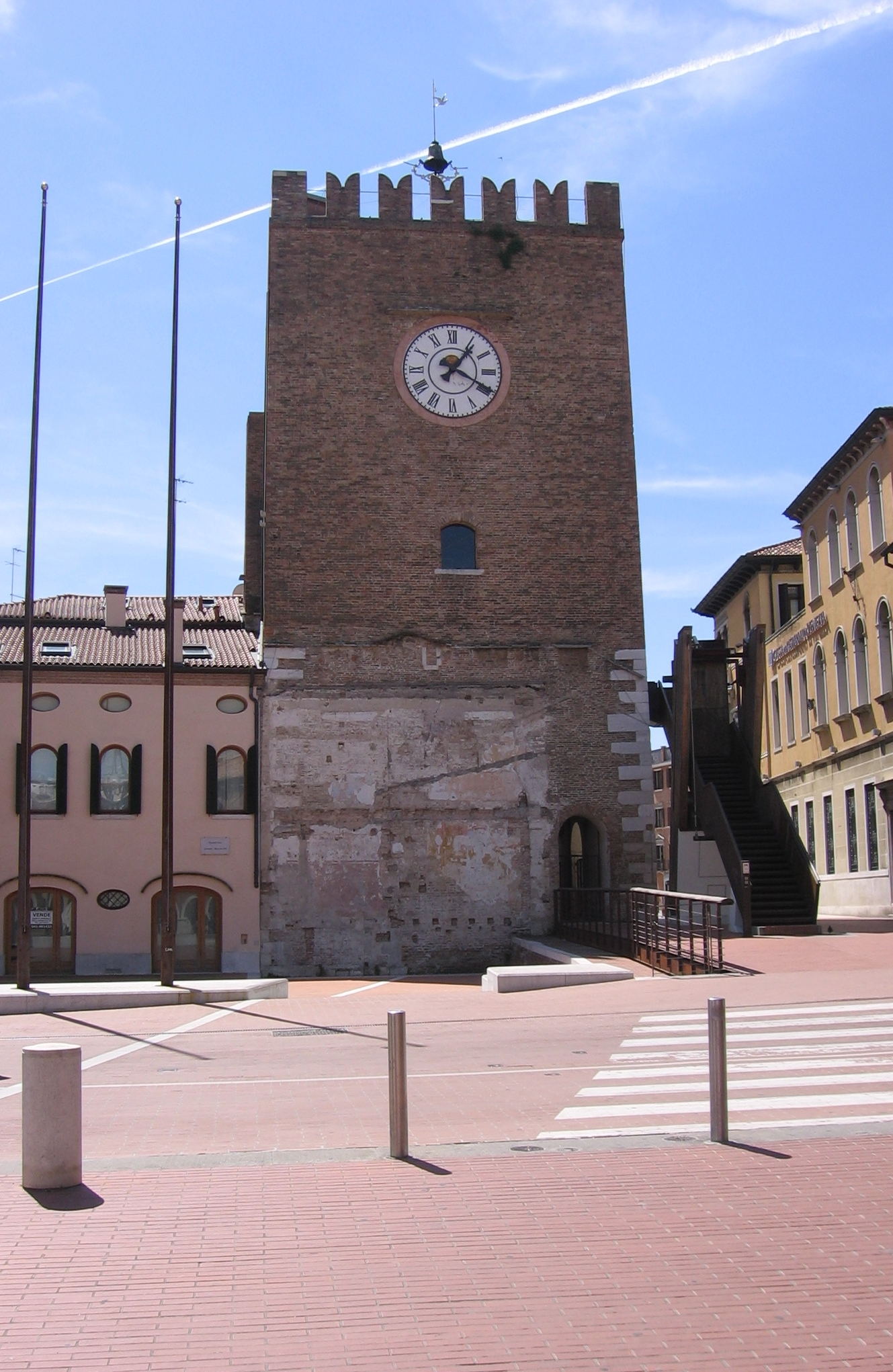
Der bis heute erhaltene Turm, fotografiert von einer Stelle im Inneren des Castelnuovo, nachdem diese von dem Gebäude „Cel-Ana“ befreit wurde (das 2009 abgerissen wurde), eine städtische Aktion, die einen „neuen“ Vorplatz schuf. Blick durch den gemauerten Durchgang des mittelalterlichen Tores, auf dessen Wiedereröffnung man wartet. Zu sehen ist auch die Außentreppe als Zugang (2003), die für viele Diskussionen gesorgt hat.

Der neue Verteidigungskomplex entstand östlich des Castelvecchio (das an der Stelle des römischen Castrum lag) und nördlich des Vorortes, dort, wo früher Verteidigungstürme der Turmhäuser lagen, die den alten Familien der Gegend gehörten.
1108 erbauten die Grafen von Collalto den Uhrenturm von Mestre, der so zum Ursprung der neuen Lage des Kastells der Stadt wurde.
Die neue Burg hatte mindestens 11 Türme (vielleicht aber auch 15 oder 16) mit drei Toren, gebildet eben aus den vorher existierenden Türmen: Porta Altino oder Porta di Molini im Osten, Porta Belfredo im Westen und Porta di Borgo oder Porta della Loza im Süden. Diese Tore wurden auch „Zolltore“ genannt, weil dort die Zölle von den Händlern eingetrieben wurden.
Das Gebäude hatte die Form eines Schildes und sein Umfang betrug mehr als einen Kilometer.
In der Mitte wurde der „Mastio“ (Hauptturm) errichtet, dort, wo in der Folge der Palazzo della Provvederia errichtet wurde. An der Vorderseite befand sich der Palazzo del Capitano, in dem das „Reggimento“ von Venedig (Stadtverwaltung) residierte. Ihr Titel war Podestà e Capitano.
Die wichtigsten Türme waren im äußersten Norden angeordnet und beherbergten Wohnräume und Waffenlager. Der ganze Komplex war mit einem Graben umgeben, der aus dem Fluss Marzenego mit Wasser versorgt wurde.
Im Jahre 1509, während des Krieges der Liga von Cambrai, verbarrikadierten sich die venezianischen Streitkräfte unter dem Kommando von Graf Pitigliano nach dem Rückzug in Folge der Niederlage in der Schlacht von Agnadello in der Burg von Mestre, die das äußerste Bollwerk auf dem Festland war und von der aus die Truppen zur Rettung des belagerten Treviso aufbrachen und zur Rückeroberung von Padua, das vom heiligen römischen Reich besetzt war. Aber 1513 musste sich die Burg erneut einem feindlichen Angriff stellen, dieses Mal vonseiten der Franzosen, die sie in Brand setzten, aber gleichermaßen abgewehrt wurden. Zu Ehren des heldenhaften Widerstandes erhielt die Stadt von der venezianischen „Serenissima“ den Titel „Mestre Fidelissima“ (treuestes Mestre).
Im 18. Jahrhundert wurden die Mauern der Burg, die nunmehr wesentlich geschwächt und durch neue Kriegstechniken unbrauchbar geworden waren, eingerissen; übriggeblieben ist nur der Uhrenturm (die alte „Porta di Borgo“) und sein Zwilling, „Torre Belfredo“. Letzterer wurde wenig später im 19. Jahrhundert umgelegt. In der Via Torre Belfredo zeigt das Straßenpflaster noch Spuren der Fundamente am Standort des alten Turms.
Die wenigen Überreste des Castelnuovo, die man heute noch sehen kann, sind (vom „Torre Civica“ im Uhrzeigersinn): ein Mauerrest im Inneren des Hofes der Sparkasse, die Gärten an der Via Torre Belfredo (in der ehemaligen Bett des Burggrabens), wo etwa 150 Meter der Mauer zu sehen sind, ebenso wie ein Wachturm (das später zur Wohnung umgebaut wurde), die Zeichen des abgerissenen Torre Belfredo unter dem Pflaster der gleichnamigen Straße, der Torre Angolare an der Via Spalti (im Inneren des freien Platzes der kommunalen Parkgarage), der auch im 18. Jahrhundert für Wohnzwecke umgebaut wurde, die Zeichen (im Straßenpflaster) an der Brücke mit Blick auf den Torre Altinate (das dritte Tor des Castello di Mestre, das an der Straße nach Altino, heute „Via Caneve“) und die Fundamente eines Zwischenwachturms, die Anfang der 2000er-Jahre entdeckt wurden und „genau im Winkel“ am heutigen Platz des Parco Ponci liegen.
Im April 2009 begann man mit den Arbeiten zur „Befreiung“ des Uhrenturms von Bauteilen, die zum Schutz desselben während der Gebäudeerweiterung nach dem Zweiten Weltkrieg errichtet wurden.

## Glocke
Der Klang der Glocke des Uhrenturms oder Castello di Mestre entspricht der Note A'. Die Glocke wird von innen elektrisch angeschlagen.